# Lötschberg-Bergstrecke
| Streckennummer (BAV): | 300 (Spiez–Brig) 301 (alter Hondrichtunnel) 302 (Mittalgrabentunnel II) |                                                           |                                                           |
| Fahrplanfeld: | 330 (bis 2007 FPF 300)                                                  |                                                           |                                                           |
| Streckenlänge: | 74 km                                                                   |                                                           |                                                           |
| Spurweite: | 1435 mm (Normalspur)                                                    |                                                           |                                                           |
| Stromsystem: | 15 kV 16,7 Hz ~                                                         |                                                           |                                                           |
| Maximale Neigung: | 27,6 ‰                                                                  |                                                           |                                                           |
| Minimaler Radius: | 220 m                                                                   |                                                           |                                                           |
| |                                                                         |                                                           |                                                           |
| Spiez–Frutigen–Brig |                                                                         |                                                           |                                                           |
| \| \| \| BLS-Strecken von Zweisimmen und von Thun \| \| \| \| -0,11 \| Spiez \| 630 m ü. M. \| \| \| \| BLS-Strecke nach Interlaken Ost \| \| \| \| \| Hondrich II (1709 m) \| \| \| \| \| \| \| \| \| \| ehem. Hondrich I (1601 m) \| \| \| \| \| \| \| \| \| 2,89 \| Hondrich Süd \| 650 m ü. M. \| \| \| \| \| \| \| \| 5,16 \| Heustrich-Emdtal \| 678 m ü. M. \| \| \| \| \| \| \| \| 6,85 \| Mülenen \| 692 m ü. M. \| \| \| \| Anschluss an die Niesenbahn \| \| \| \| 8,29 \| Reichenbach im Kandertal \| 706 m ü. M. \| \| \| \| Kander (50 m) \| \| \| \| 11,28 \| Wengi-Ey (Abzw) \| 732 m ü. M. \| \| \| 11,87 \| Wengi stillgelegt (Gleisverlegung) \| 753 m ü. M. \| \| \| 13,54 \| Frutigen \| 779 m ü. M. \| \| \| \| Engstlige (~2'600 m) \| \| \| \| \| Entflechtung Frutigen \| \| \| \| \| Widi (Unterwerfung, ~220 m) \| \| \| \| \| Frutigen Nordportal (Tellenfeld) \| \| \| \| \| Lötschberg-Basistunnel (34'600 m) \| \| \| \| \| \| \| \| \| \| Kanderviadukt I und II (265 m) \| \| \| \| 17,45 \| Kandergrund stillgelegt \| 859 m ü. M. \| \| \| \| \| \| \| \| \| Kehrtunnel Bunderbach (1655 m) \| \| \| \| \| Haltenwald-Fürtfluh (72 m) \| \| \| \| \| Fürten II (510 m) \| \| \| \| \| Fürten I (697 m) \| \| \| \| \| Ronenwald (76 m) \| \| \| \| \| Ronenwald I (59 m) \| \| \| \| \| Ronenwald II (60 m) \| \| \| \| \| Feschfluh (98 m) \| \| \| \| \| Felsenburg (68 m) \| \| \| \| \| Felsenburg I (19 m) \| \| \| \| \| Felsenburg II (29 m) \| \| \| \| \| Felsenburg III (112 m) \| \| \| \| 27,11 \| Felsenburg \| 1082 m ü. M. \| \| \| 22,35 \| Blausee-Mitholz teilweise stillgelegt \| 974 m ü. M. \| \| \| \| Rotbach (50 m) \| \| \| \| \| Hemligen (106 m) \| \| \| \| \| Riedschuk (1536 m) \| \| \| \| \| \| \| \| \| 30,44 \| Büel \| 1150 m ü. M. \| \| \| \| Sarengraben (68 m) \| \| \| \| 31,57 \| Kandersteg \| 1176 m ü. M. \| \| \| \| Autoverlad \| \| \| \| \| Scout-Camp \| \| \| \| \| Abstellgeleise für Autozüge \| \| \| \| 33,10 \| Eggenschwand \| 1193 m ü. M. \| \| \| \| Lötschbergtunnel (14'612 m) \| \| \| \| 40,01 \| Tunnelstation Lötschberg \| 1237 m ü. M. \| \| \| 40,84 \| Scheitelpunkt \| 1240 m ü. M. \| \| \| 42,12 \| Kantonsgrenze Bern–Wallis \| Kantonsgrenze Bern–Wallis \| \| \| 47,08 \| Goppenstein Lötschberg \| 1220 m ü. M. \| \| \| \| \| \| \| \| 48,44 \| Goppenstein \| 1217 m ü. M. \| \| \| \| Autoverlad \| \| \| \| \| Lonza rechts/mitte (87/84 m) \| \| \| \| \| Rotlaui (286 m) \| \| \| \| 49,47 \| Stockgraben \| 1195 m ü. M. \| \| \| \| (Aufteilung der Gleise, links bergseitig) \| \| \| \| \| Mittalgrabentunnel II (1600 m) \| \| \| \| \| Mittalgraben I (459 m) \| \| \| \| \| Luegie (493 m) \| \| \| \| \| Hohegg (118 m) \| \| \| \| \| Marchgraben (207 m) \| \| \| \| \| Hohtenn (1346 m) \| \| \| \| \| (Zusammenführung der Gleise) \| \| \| \| 54,19 \| Hohtenn \| 1078 m ü. M. \| \| \| \| Luogelkin (Lüegilchi) (116 m) \| \| \| \| \| Schluchi (107 m) \| \| \| \| \| Lidenplatten (217 m) \| \| \| \| \| Ijollibach (92 m) \| \| \| \| \| Blasboden (377 m) \| \| \| \| 57,29 \| Rarnerkumme \| 1015 m ü. M. \| \| \| \| Bietschtal I (589 m) \| \| \| \| \| Bietschtal (136 m) \| \| \| \| \| Bietschtal II (952 m) \| \| \| \| \| Sevistein III (407 m) \| \| \| \| \| Mahnkinn (385 m) \| \| \| \| \| Doren (172 m) \| \| \| \| 61,28 \| Ausserberg \| 932 m ü. M. \| \| \| \| Gründen (148 m) \| \| \| \| 63,45 \| Viktoria \| 886 m ü. M. \| \| \| \| Viktoria (28 m) \| \| \| \| \| Baltschieder (101 m) \| \| \| \| \| Eggerberg (792 m) \| \| \| \| 64,88 \| Eggerberg \| 835 m ü. M. \| \| \| \| Stadel (133 m) \| \| \| \| \| Finnengraben (69 m) \| \| \| \| 67,29 \| Lalden \| 801 m ü. M. \| \| \| \| Bad (80 m) \| \| \| \| 70,35 \| Mundbach \| 740 m ü. M. \| \| \| \| Mundbach (88 m) \| \| \| \| \| Rhone Brig (83 m) \| \| \| \| \| SBB-Strecke von Lausanne \| \| \| \| 73,82 \| Brig \| 678 m ü. M. \| \| \| \| \| \| \| \| \| Anschluss an MGB nach Zermatt und nach Andermatt–Disentis \| \| \| \| \| \| \| \| \| \| SBB-Simplontunnel nach Domodossola \| \| |                                                                         |                                                           |                                                           |
| Abzweig geradeaus und von rechts |                                                                         | BLS-Strecken von Zweisimmen und von Thun                  | BLS-Strecken von Zweisimmen und von Thun                  |
| Bahnhof | -0,11                                                                   | Spiez                                                     | 630 m ü. M.                                               |
| Abzweig geradeaus und nach links |                                                                         | BLS-Strecke nach Interlaken Ost                           | BLS-Strecke nach Interlaken Ost                           |
| Tunnelanfang |                                                                         | Hondrich II (1709 m)                                      | Hondrich II (1709 m)                                      |
| |                                                                         |                                                           |                                                           |
| Tunnelende (Strecke außer Betrieb) · Strecke (im Tunnel) |                                                                         | ehem. Hondrich I (1601 m)                                 | ehem. Hondrich I (1601 m)                                 |
| Strecke · Tunnelende |                                                                         |                                                           |                                                           |
| | 2,89                                                                    | Hondrich Süd                                              | 650 m ü. M.                                               |
| |                                                                         |                                                           |                                                           |
| Dienststation / Betriebs- oder Güterbahnhof | 5,16                                                                    | Heustrich-Emdtal                                          | 678 m ü. M.                                               |
| |                                                                         |                                                           |                                                           |
| Haltepunkt / Haltestelle | 6,85                                                                    | Mülenen                                                   | 692 m ü. M.                                               |
| Strecke |                                                                         | Anschluss an die Niesenbahn                               | Anschluss an die Niesenbahn                               |
| Haltepunkt / Haltestelle | 8,29                                                                    | Reichenbach im Kandertal                                  | 706 m ü. M.                                               |
| Brücke |                                                                         | Kander (50 m)                                             | Kander (50 m)                                             |
| | 11,28                                                                   | Wengi-Ey (Abzw)                                           | 732 m ü. M.                                               |
| ehemaliger Haltepunkt / Haltestelle · Tunnelanfang | 11,87                                                                   | Wengi stillgelegt (Gleisverlegung)                        | 753 m ü. M.                                               |
| Bahnhof · Strecke (im Tunnel) | 13,54                                                                   | Frutigen                                                  | 779 m ü. M.                                               |
| Tunnelende |                                                                         | Engstlige (~2'600 m)                                      | Engstlige (~2'600 m)                                      |
| Strecke |                                                                         | Entflechtung Frutigen                                     | Entflechtung Frutigen                                     |
| Strecke nach links und Tunnelanfang · Kreuzung Streckenende und quer (im Tunnel) · Abzweig geradeaus und von rechts |                                                                         | Widi (Unterwerfung, ~220 m)                               | Widi (Unterwerfung, ~220 m)                               |
| Strecke · Dienststation / Betriebs- oder Güterbahnhof |                                                                         | Frutigen Nordportal (Tellenfeld)                          | Frutigen Nordportal (Tellenfeld)                          |
| Strecke · Tunnelanfang |                                                                         | Lötschberg-Basistunnel (34'600 m)                         | Lötschberg-Basistunnel (34'600 m)                         |
| Strecke quer (im Tunnel) · Kreuzung mit Tunnelstrecke · Strecke nach rechts (im Tunnel) |                                                                         |                                                           |                                                           |
| Brücke über Wasserlauf |                                                                         | Kanderviadukt I und II (265 m)                            | Kanderviadukt I und II (265 m)                            |
| ehemaliger Haltepunkt / Haltestelle | 17,45                                                                   | Kandergrund stillgelegt                                   | 859 m ü. M.                                               |
| |                                                                         |                                                           |                                                           |
| Strecke · Strecke von links und Tunnelende · Strecke von rechts (im Tunnel) |                                                                         | Kehrtunnel Bunderbach (1655 m)                            | Kehrtunnel Bunderbach (1655 m)                            |
| Strecke · Brücke · Strecke (im Tunnel) |                                                                         | Haltenwald-Fürtfluh (72 m)                                | Haltenwald-Fürtfluh (72 m)                                |
| Strecke · Tunnelanfang · Strecke (im Tunnel) |                                                                         | Fürten II (510 m)                                         | Fürten II (510 m)                                         |
| Tunnelanfang · Überleitstelle / Spurwechsel (im Tunnel) · Tunnelende |                                                                         | Fürten I (697 m)                                          | Fürten I (697 m)                                          |
| Strecke (im Tunnel) · Strecke (im Tunnel) · Brücke |                                                                         | Ronenwald (76 m)                                          | Ronenwald (76 m)                                          |
| Strecke (im Tunnel) · Tunnelende · Tunnel |                                                                         | Ronenwald I (59 m)                                        | Ronenwald I (59 m)                                        |
| Strecke (im Tunnel) · Strecke · Tunnel |                                                                         | Ronenwald II (60 m)                                       | Ronenwald II (60 m)                                       |
| Tunnelende · Strecke · Tunnel |                                                                         | Feschfluh (98 m)                                          | Feschfluh (98 m)                                          |
| Strecke · Brücke · Strecke |                                                                         | Felsenburg (68 m)                                         | Felsenburg (68 m)                                         |
| Tunnel · Strecke · Strecke |                                                                         | Felsenburg I (19 m)                                       | Felsenburg I (19 m)                                       |
| Tunnel · Strecke · Strecke |                                                                         | Felsenburg II (29 m)                                      | Felsenburg II (29 m)                                      |
| Strecke · Tunnel · Strecke |                                                                         | Felsenburg III (112 m)                                    | Felsenburg III (112 m)                                    |
| Strecke · Strecke · Dienststation / Betriebs- oder Güterbahnhof | 27,11                                                                   | Felsenburg                                                | 1082 m ü. M.                                              |
| Überleitstelle / Spurwechsel · Dienststation / Betriebs- oder Güterbahnhof · Strecke | 22,35                                                                   | Blausee-Mitholz teilweise stillgelegt                     | 974 m ü. M.                                               |
| Strecke · Strecke · Tunnel |                                                                         | Rotbach (50 m)                                            | Rotbach (50 m)                                            |
| Strecke nach links · Strecke nach rechts · Tunnel |                                                                         | Hemligen (106 m)                                          | Hemligen (106 m)                                          |
| Tunnelanfang |                                                                         | Riedschuk (1536 m)                                        | Riedschuk (1536 m)                                        |
| |                                                                         |                                                           |                                                           |
| Überleitstelle / Spurwechsel | 30,44                                                                   | Büel                                                      | 1150 m ü. M.                                              |
| Brücke |                                                                         | Sarengraben (68 m)                                        | Sarengraben (68 m)                                        |
| Bahnhof | 31,57                                                                   | Kandersteg                                                | 1176 m ü. M.                                              |
| Abzweig geradeaus und von rechts |                                                                         | Autoverlad                                                | Autoverlad                                                |
| ehemaliger Haltepunkt / Haltestelle |                                                                         | Scout-Camp                                                | Scout-Camp                                                |
| Abzweig geradeaus und nach rechts |                                                                         | Abstellgeleise für Autozüge                               | Abstellgeleise für Autozüge                               |
| Überleitstelle / Spurwechsel | 33,10                                                                   | Eggenschwand                                              | 1193 m ü. M.                                              |
| Tunnelanfang |                                                                         | Lötschbergtunnel (14'612 m)                               | Lötschbergtunnel (14'612 m)                               |
| Überleitstelle / Spurwechsel (im Tunnel) | 40,01                                                                   | Tunnelstation Lötschberg                                  | 1237 m ü. M.                                              |
| Kulminations-/Scheitelpunkt (im Tunnel) | 40,84                                                                   | Scheitelpunkt                                             | 1240 m ü. M.                                              |
| Grenze (im Tunnel) | 42,12                                                                   | Kantonsgrenze Bern–Wallis                                 | Kantonsgrenze Bern–Wallis                                 |
| Überleitstelle / Spurwechsel (im Tunnel) | 47,08                                                                   | Goppenstein Lötschberg                                    | 1220 m ü. M.                                              |
| Tunnelende |                                                                         |                                                           |                                                           |
| Bahnhof | 48,44                                                                   | Goppenstein                                               | 1217 m ü. M.                                              |
| Abzweig geradeaus und nach links |                                                                         | Autoverlad                                                | Autoverlad                                                |
| Brücke |                                                                         | Lonza rechts/mitte (87/84 m)                              | Lonza rechts/mitte (87/84 m)                              |
| Tunnel |                                                                         | Rotlaui (286 m)                                           | Rotlaui (286 m)                                           |
| Überleitstelle / Spurwechsel | 49,47                                                                   | Stockgraben                                               | 1195 m ü. M.                                              |
| Verschwenkung von links · Verschwenkung von rechts |                                                                         | (Aufteilung der Gleise, links bergseitig)                 | (Aufteilung der Gleise, links bergseitig)                 |
| Strecke · Tunnelanfang |                                                                         | Mittalgrabentunnel II (1600 m)                            | Mittalgrabentunnel II (1600 m)                            |
| Tunnel · Strecke (im Tunnel) |                                                                         | Mittalgraben I (459 m)                                    | Mittalgraben I (459 m)                                    |
| Tunnel · Strecke (im Tunnel) |                                                                         | Luegie (493 m)                                            | Luegie (493 m)                                            |
| Tunnel · Strecke (im Tunnel) |                                                                         | Hohegg (118 m)                                            | Hohegg (118 m)                                            |
| Tunnel · Strecke (im Tunnel) |                                                                         | Marchgraben (207 m)                                       | Marchgraben (207 m)                                       |
| Tunnel · Tunnelende |                                                                         | Hohtenn (1346 m)                                          | Hohtenn (1346 m)                                          |
| Verschwenkung nach links · Verschwenkung nach rechts |                                                                         | (Zusammenführung der Gleise)                              | (Zusammenführung der Gleise)                              |
| Bahnhof | 54,19                                                                   | Hohtenn                                                   | 1078 m ü. M.                                              |
| Brücke |                                                                         | Luogelkin (Lüegilchi) (116 m)                             | Luogelkin (Lüegilchi) (116 m)                             |
| Tunnel |                                                                         | Schluchi (107 m)                                          | Schluchi (107 m)                                          |
| Tunnel |                                                                         | Lidenplatten (217 m)                                      | Lidenplatten (217 m)                                      |
| Brücke |                                                                         | Ijollibach (92 m)                                         | Ijollibach (92 m)                                         |
| Tunnel |                                                                         | Blasboden (377 m)                                         | Blasboden (377 m)                                         |
| Überleitstelle / Spurwechsel | 57,29                                                                   | Rarnerkumme                                               | 1015 m ü. M.                                              |
| Tunnel |                                                                         | Bietschtal I (589 m)                                      | Bietschtal I (589 m)                                      |
| Brücke |                                                                         | Bietschtal (136 m)                                        | Bietschtal (136 m)                                        |
| Tunnel |                                                                         | Bietschtal II (952 m)                                     | Bietschtal II (952 m)                                     |
| Tunnel |                                                                         | Sevistein III (407 m)                                     | Sevistein III (407 m)                                     |
| Tunnel |                                                                         | Mahnkinn (385 m)                                          | Mahnkinn (385 m)                                          |
| Tunnel |                                                                         | Doren (172 m)                                             | Doren (172 m)                                             |
| Bahnhof | 61,28                                                                   | Ausserberg                                                | 932 m ü. M.                                               |
| Tunnel |                                                                         | Gründen (148 m)                                           | Gründen (148 m)                                           |
| Überleitstelle / Spurwechsel | 63,45                                                                   | Viktoria                                                  | 886 m ü. M.                                               |
| Tunnel |                                                                         | Viktoria (28 m)                                           | Viktoria (28 m)                                           |
| Brücke |                                                                         | Baltschieder (101 m)                                      | Baltschieder (101 m)                                      |
| Tunnel |                                                                         | Eggerberg (792 m)                                         | Eggerberg (792 m)                                         |
| Haltepunkt / Haltestelle | 64,88                                                                   | Eggerberg                                                 | 835 m ü. M.                                               |
| Tunnel |                                                                         | Stadel (133 m)                                            | Stadel (133 m)                                            |
| Brücke |                                                                         | Finnengraben (69 m)                                       | Finnengraben (69 m)                                       |
| Bahnhof | 67,29                                                                   | Lalden                                                    | 801 m ü. M.                                               |
| Tunnel |                                                                         | Bad (80 m)                                                | Bad (80 m)                                                |
| Überleitstelle / Spurwechsel | 70,35                                                                   | Mundbach                                                  | 740 m ü. M.                                               |
| Tunnel |                                                                         | Mundbach (88 m)                                           | Mundbach (88 m)                                           |
| Brücke über Wasserlauf |                                                                         | Rhone Brig (83 m)                                         | Rhone Brig (83 m)                                         |
| Abzweig geradeaus und von rechts |                                                                         | SBB-Strecke von Lausanne                                  | SBB-Strecke von Lausanne                                  |
| Bahnhof | 73,82                                                                   | Brig                                                      | 678 m ü. M.                                               |
| |                                                                         |                                                           |                                                           |
| Strecke |                                                                         | Anschluss an MGB nach Zermatt und nach Andermatt–Disentis | Anschluss an MGB nach Zermatt und nach Andermatt–Disentis |
| |                                                                         |                                                           |                                                           |
| Tunnelanfang |                                                                         | SBB-Simplontunnel nach Domodossola                        | SBB-Simplontunnel nach Domodossola                        |

Als Lötschberg-Bergstrecke wird die Schweizer Eisenbahnstrecke (Kursbuchfeld 330, vor Eröffnung des Basistunnels 300) bezeichnet, welche das Berner Oberland mit dem Wallis verbindet. Das Herzstück der Strecke ist der 14'612 Meter lange Lötschbergtunnel. Die Strecke ist aufgrund ihrer Doppelschleife (Kehrtunnel) an der Nordrampe, ihrer vielen Kunstbauten und der Südrampe im Rhonetal unter Eisenbahnenthusiasten weltbekannt.
Mit der Eröffnung des Lötschberg-Basistunnels 2007 nimmt dieser einen Grossteil des Verkehrs zwischen Frutigen und Brig auf. Die Bergstrecke wird seitdem nur noch durch RegioExpress- sowie von Güterzügen befahren, die kein Trassee durch den Basistunnel erhalten haben.

## Lage/Allgemeines
Die Lötschbergroute mit Bergstrecke und Basistunnel ist neben der Gotthardbahn die zweite Nord-Süd-Verbindung durch die Schweizer Alpen. Zugleich gilt sie als Zubringer der westlichen Deutschschweiz, des westlichen Deutschlands und des östlichen Frankreich zur Simplonbahn Richtung Mailand in Italien.
Startpunkt der Lötschbergstrecke ist der Eisenbahnknoten Spiez, sie verläuft von dort in Nord-Süd-Richtung durch das Kandertal über Frutigen, wo der neue Basistunnel abzweigt, und Kandersteg zum Lötschbergtunnel nach Goppenstein. Ab Hohtenn wendet sie sich in östlicher Richtung der Südflanke des Bietschhorn-Massivs entlang nach Brig hinunter.
Die Strecke ist 74 Kilometer lang, und eine Nonstopfahrt mit einem fahrplanmässigen SBB-Intercity-Zug dauerte 2007 insgesamt 56 Minuten (Spiez–Brig).

## Geschichte
Die Lötschbergstrecke entstand als Stammstrecke der ehemaligen Bern-Lötschberg-Simplon-Bahn (heute BLS AG), die 1906 unter dem Namen Berner Alpenbahn-Gesellschaft Bern–Lötschberg–Simplon zu diesem Zweck gegründet worden war.

### Vorgeschichte
Durch den Bau der beiden Eisenbahn-Nord-Süd-Haupttransitachsen Gotthard und Simplon wurde der Kanton Bern von den Zugsverbindungen Deutschland–Italien umfahren.

### Idee einer Lötschbergbahn

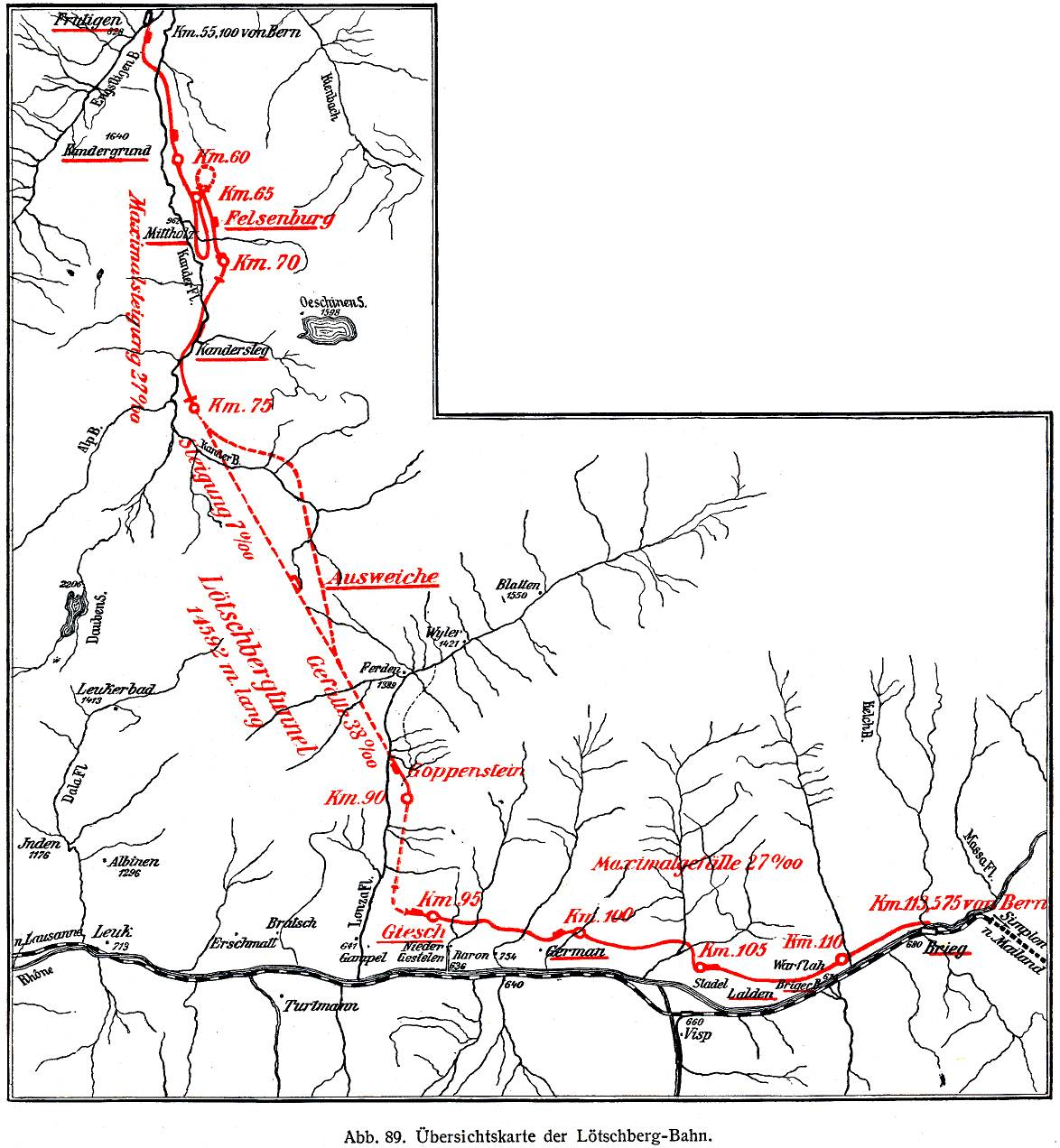
Verlauf der Lötschbergbahn: Ausbaustrecke von Frutigen nach Brig in Rot mit Umkehrschleife und anschliessendem Kehrtunnel zwischen km 60 und 70 sowie dem geschwungenen Lötschbergtunnel zwischen km 75 und 90. Streckenlänge in km ab Bern.

Der Kanton Bern musste all seine föderalistischen Rechte ausnutzen, um eine eigene Transitbahn zu erstellen. Da von Seiten der Eidgenossenschaft, wegen deren finanzieller Beteiligung an der Gotthardbahn, mit keiner finanziellen Hilfe gerechnet werden konnte, musste Bern die Geldmittel zum Bau einer eigenen Verbindung in den Süden anderweitig beschaffen.
Im Jahr 1891 erhielt eine kleine Gruppe namhafter Persönlichkeiten die Konzession für den Bau einer Eisenbahnstrecke zwischen Spiez und Frutigen mit der Option einer späteren Verlängerung ins Wallis. Der alt Regierungsrat und ehemalige Oberrichter Wilhelm Teuscher, der geistige Vater der Lötschbergbahn, gelangte in einer Studie zur Ansicht, dass diese Bahn weiter nach Kandersteg und durch einen Scheiteltunnel unter dem Balmhornmassiv hindurch nach Goppenstein geführt werden könnte. Von dort konnte die Strecke dank einem Lehnentrassee hinunter ins Rhonetal bei Visp zum Nordportal des geplanten Simplontunnels verlängert werden.
Am 25. Juli 1901 erfolgte die Eröffnung der Spiez-Frutigen-Bahn (SFB) als erster Etappe der Lötschbergstrecke.
Neben dieser Variante durch den Lötschberg plante die Kantonsregierung eine zweite Variante, eine Wildstrubelbahn über Lenk und unter dem Wildstrubel ins Wallis bei Leukerbad.
Dank dem Durchsetzungsvermögen des Pro-Lötschberg-Initiativkomitees wurde schliesslich die Linienführung durch das Kandertal beschlossen.
Am 27. Juli 1906 wurde die Berner Alpenbahn-Gesellschaft Bern–Lötschberg–Simplon (BLS) gegründet, welche für den Bau und Betrieb zuständig sein sollte.
Auf den 1. Januar 1907 übernahm die BLS die als Zufahrtsstrecke dienende Spiez-Frutigen-Bahn.

### Bau

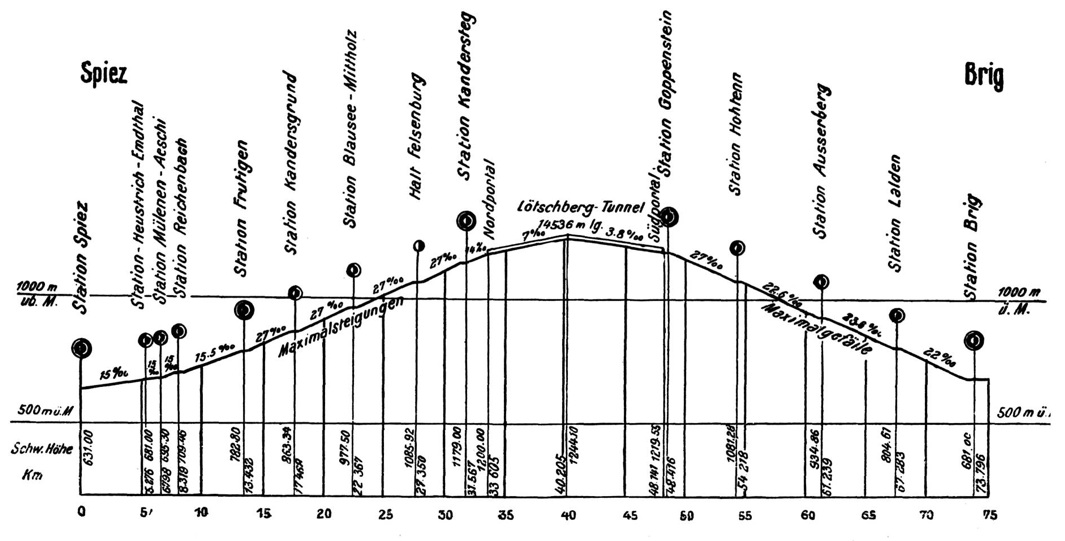
Das Trasseeprofil der Lötschbergbahn. Der Abstand zwischen den Stationen betrug 6–7 km. Die Steigungen der Streckensegmente wurden auf maximal 27 ‰ begrenzt.

Die gesamten Bauarbeiten der Lötschbergstrecke wurden dem französischen Baukonsortium Entreprise du Lötschberg vergeben. Der Baubeginn erfolgte am 15. Oktober 1906 mit der Anbohrung des Nordportals des Lötschbergtunnels.
Die ganze Bergstrecke wurde als niveaufreie Vollbahnstrecke geplant. Die Strecke wurde einspurig ausgeführt, aber bei der Gleislage wurde schon von Anfang an an eine mögliche Doppelspur gedacht, und bei den Hochbauten und Tunneln wurden schon die notwendigen Vorarbeiten wie die Fundamentlegung durchgeführt. Die maximale Steigung wurde auf 27 ‰ festgelegt und der minimale Kurvenradius auf 300 Meter.
Für den Bau der Strecke wurde auf beiden Seiten eine Baubahn mit 750 mm Spurweite erstellt.
Während des Baus der Lötschbergstrecke kam es zu mehreren tödlichen Unfällen.
Erwähnenswert ist auch der Lawinenniedergang vom 29. Februar 1908, welcher sich zwischen 7 und 8 Uhr abends ereignete. Durch den Zug der Gmeinlaui war eine Staublawine niedergegangen, die das nahe Hotel bei der Station Goppenstein nicht einmal berührte. Trotzdem wurde das Hotel, in welchem um die 30 Personen beim Nachtessen sassen, weggefegt. Im einstürzenden Holzbau fanden elf Menschen sofort den Tod. Sie starben nicht an Verletzungen durch Trümmer, sondern erstickten am plötzlichen Luftdruck, der durch die Staublawine hervorgerufen wurde; sie waren alle mit dem Gesicht in Richtung Lawine gesessen. All diejenigen, die mit dem Rücken zur Lawine sassen, wurden höchstens durch herumfliegende Trümmerteile verletzt. Eine zwölfte Person, Ingenieur Sylva, verstarb einige Tage später an den Verletzungen, die ein heruntergestürzter Heizkörper verursacht hatte.
Am 24. Juli 1908 ereignete sich im Lötschbergtunnel ein Wassereinbruch, welcher 25 Menschenleben kostete; drei Arbeiter dieser Schicht überlebten. Um weitere Einbrüche von Wasser und Material zu vermeiden, musste von der ursprünglich gerade ausgelegten Vortriebsrichtung des Tunnels abgewichen werden, um die Kander an anderer Stelle zu untertunneln.
Am 4. Dezember 1911 verunfallte Ingenieur Hans Sieber von Worb tödlich, als er vom Pfeiler II des Luogelkinviadukts stürzte. Er war Bauführer der BLS für das Baulos Hohtenn gewesen.
Am 10. Oktober 1912 stürzte beim Viktoria-Tunnel an der Südrampe ein Teil des Einschnittes ein und riss das Lehrgerüst mit. Zwei Todesopfer waren zu beklagen.
Ursprünglich war geplant, die Strecke am 1. März 1912 zu eröffnen. Dieser Termin musste aber wegen Zusatzarbeiten im Zusammenhang mit den Vorarbeiten für einen Doppelspurausbau zwei Mal verschoben werden. Am 15. Juli 1913 wurde die von Beginn an elektrifizierte Strecke mit einem reduzierten Fahrplan dem Betrieb übergeben. Am 18. September 1913 wurde der definitive Fahrplan mit sieben durchgehenden Zügen Nord–Süd und neun durchgehenden Zügen Süd–Nord, davon je vier internationalen Schnellzügen, eingeführt. Zudem verkehrten noch einzelne Züge auf Teilstrecken.

#### Tunneldurchschläge
Die Durchschläge der Rampentunnel fanden wie folgt statt:
Nordseite
- Riedschuktunnel
- Felsenburgtunnel II, 28. Dezember 1910
- Ronenwaldtunnel I, 15. September 1910
- Ronenwaldtunnel II, 30. September 1910
- Rotbachtunnel, 9. September 1910
- Hemligentunnel, 10. November 1910

Südseite
- Rotlauitunnel, 3. April 1908 1
- Mittalgrabentunnel, 29. März 1908 1
- Luegjetunnel, 5. April 1908 1
- Hoheggtunnel, 30. November 1907 1
- Marchgrabentunnel, 13. Dezember 1907 1
- Hohtenntunnel, 10. März 1908 1
- Lidenplattentunnel, 30. September 1907 1
- Blasbodentunnel, 6. Februar 1908 1
- Sevisteintunnel I, 17. März 1908 1
- Mahnkinntunnel, 29. März 1908 1
- Dornentunnel, 11. März 1908 1
- Viktoriatunnel, 5. November 1907 1
- Mundbachtunnel, 28. September 1907 1
- Stadeltunnel, 25. November 1910
- Schluchitunnel, 8. April 1911
- Bietschtaltunnel I, 29. August 1911
- Bietschtaltunnel II, 21. Februar 1911
- Sevisteintunnel II, 30. Dezember 1911
- Gründenrunnel, 11. März 1911
- Eggerbergtunnel, 24. März 1911
- Badtunnel, 31. März 1911
- Sevisteintunnel III, 25. Oktober 1915 2

#### Baubahnen
Für den Bau der Lötschbergstrecke und des Lötschbergtunnels wurden auf der Nord- und Südrampe zwei temporäre Baubahnen für den Personal- und Materialtransport betrieben. Diese erschlossen von Frutigen im Kanton Bern auf der Nordseite und von Naters im Kanton Wallis auf der Südseite die Portale des Lötschbergtunnels. Die Spurweite der mit Dampflokomotiven betriebenen Baubahnen betrug 750 mm, die maximale Steigung 60 ‰ auf der Nordseite und 30 ‰ auf der Südseite; bei einem minimalen Kurvenradius von 50 m. Während auf der Nordseite für die Dienstbahn eine eigenständige Linienführung gewählt wurde, folgt diese auf der Südseite zu einem grossen Teil dem zukünftigen Bahntrassee.
An die Baubahn erinnert der von der BLS erstellte Höhen-Wanderweg entlang der Südrampe. Dieser folgt auf längeren Abschnitten dem ehemaligen Trassee der Baubahn, vor allem im Bietsch- und Baltschiedertal. Weiter erinnert eine beim Bahnhof Kandersteg aufgestellte Baubahn-Dampflokomotive an die Baubahn.

##### Nordseite

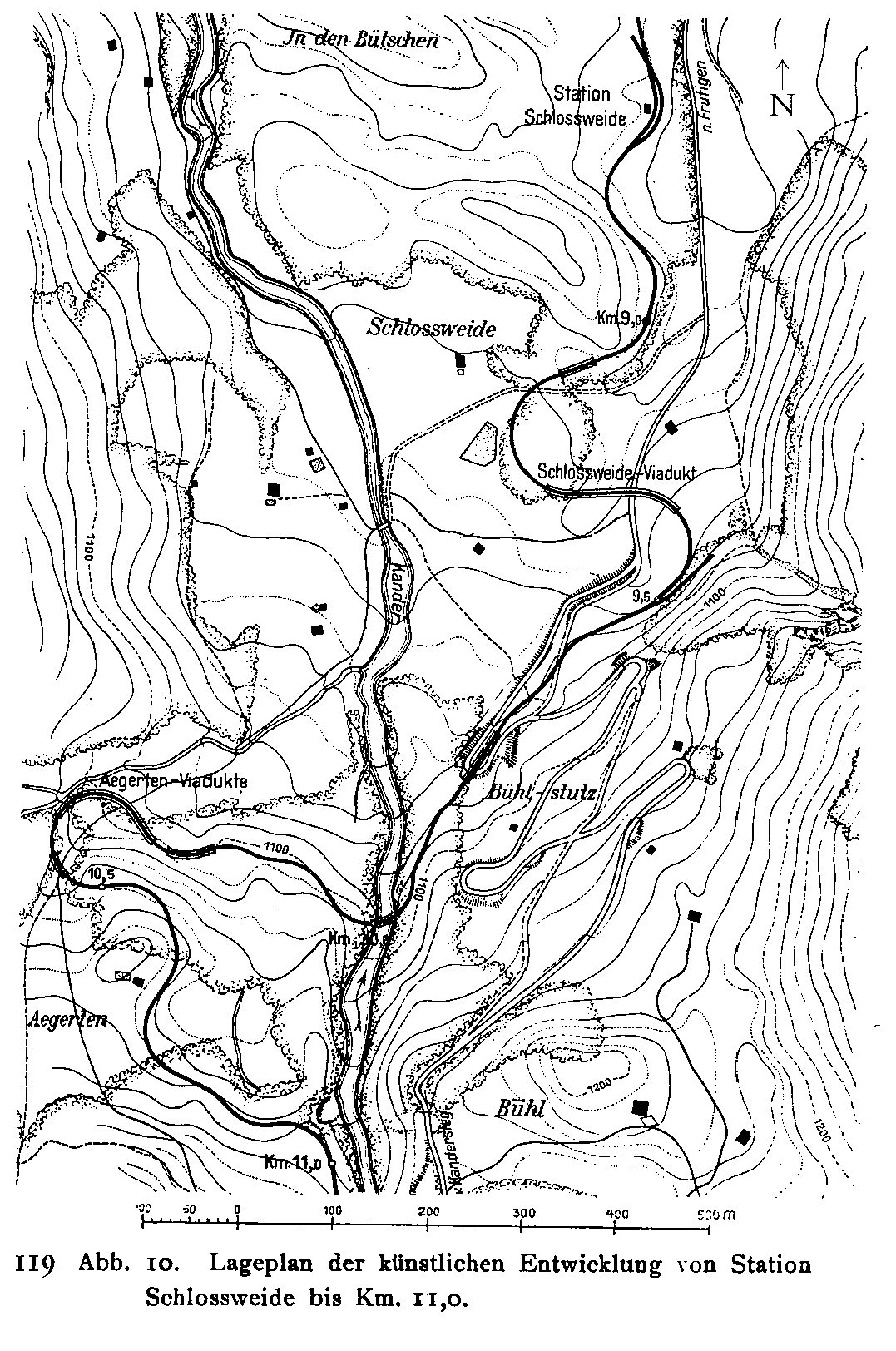
Lageplan der künstlichen Entwicklung der Baubahn von der Station Schlossweid bis km 11

Die vom Ingenieur J. Seeberger erbaute Baubahn zwischen Frutigen und dem Tunnel-Nordportal bei Kandersteg hatte eine Länge von über 15 Kilometern und überwand dabei 429 Höhenmeter.
Der Unterbau der Baubahn war am 30. Juni 1907 vollendet, und am 19. August gelangte die erste Dampflokomotive bis zum Portal des Tunnels.
Von der Baubahn führten unzählige Abzweigungen in Richtung der verschiedenen Baustellen der zukünftigen Linienführung der Hauptbahn, so unter anderem in Kandergrund, Blausee-Mitholz und oberhalb des Bühlstutzes.
Um die grosse Gefällstufe zwischen Blausee und Kandersteg überwinden zu können, mussten beim so genannten Bühlstutz mehrere Kehrschleifen und waghalsige Holzviadukte erstellt werden. Der eindrücklichste war der Aegertenviadukt mit einer Gesamtlänge von 126 Metern, welcher gleichzeitig eine Steigung von 57 ‰ und einen Kurvenradius von 50 Metern aufwies.

##### Südseite
Der Bau der Baubahn auf der Südseite wurde durch viele Einsprachen stark verzögert; am 12. Februar 1907 erfolgte der Spatenstich in der Nähe von Naters. Die Linienführung der 28 Kilometer langen Baubahn mit einer Durchschnittssteigung von 30 ‰ entsprach fast genau der Linienführung der geplanten Bahnstrecke, nur wurden aus Zeitgründen die vielen Seitentäler voll eingefahren und deren Ausläufer umfahren. Trotzdem mussten 34 Tunnel mit einer Gesamtlänge von 5,3 Kilometern gesprengt werden, wovon 13 Tunnel später für das Haupttrassee weiter verwendet werden konnten.
Die Bauarbeiten für die Dienstbahn dauerten länger als erwartet, da es aufgrund der Linienführung auf dem zukünftigen Trassee zu mehreren längeren Unterbrüchen kam, weil sich viele Dienstbahntunnel im Tunnelquerschnitt der endgültigen Bahntunnel befanden. Daneben erfolgten beim Bau der Einschnitte oft kleinere Hangrutsche, welche das Dienstbahntrassee in Mitleidenschaft zogen.
Im August 1908, fast zwei Jahre nach Beginn der Ausbrucharbeiten am Südportal des Tunnels, konnte der erste Materialzug die gesamte Südrampe von Naters nach Goppenstein hinauf befahren. Bis dahin hatte man das gesamte Baumaterial per Maultier oder mit mehrspännigen Fuhrwerken durch die enge Lonzaschlucht hinaufbefördern müssen.

##### Fahrzeugpark und Transportleistung
Der Rollmaterialpark bestand neben 420 Wagen aus 32 kleinen Vierkuppler-Dampflokomotiven mit beweglichen Achsen nach System Klien-Lindner, welche zwischen Juni und November 1907 von der deutschen Firma Orenstein & Koppel geliefert wurden. Die Züge erreichten eine Höchstgeschwindigkeit von 15 km/h, und die monatliche Transportmenge belief sich auf durchschnittlich 13'000 Tonnen.

### Ausbau
Die Strecke wurde ausser dem Lötschbergscheiteltunnel anfangs nur einspurig ausgebaut. Die Brücken und Tunnel der Strecke waren zwar teilweise zweispurig konzipiert worden, wurden aber anfänglich nicht vollständig ausgebaut oder ausgebrochen. Von 1976 bis 1992 baute man die Lötschberg-Bergstrecke vollständig doppelspurig aus. Dank Absenkungen des Trassees konnte ein durchgehender so genannter SIM-Korridor (Simplon-Inter-Modal) für die Rollende Landstrasse (Huckepackverkehr) und High-Cube-Container geschaffen werden. Dieser kann aber auf den vier Abschnitten Kandergrund–Blausee-Mitholz (rechts), Blausee-Mitholz–Felsenburg (links), Kandersteg–Goppenstein (links) und Rarnerkumme–Ausserberg (rechts) jeweils nur eines der beiden Gleise gebrauchen (Angabe rechts/links in Fahrtrichtung Süd). Ebenso konnte für den Personenverkehr die Kapazität massiv erhöht werden.
Seit Mitte 2007 verbindet der Lötschberg-Basistunnel Frutigen mit Visp. Damit ist die erste der zwei «Neuen Eisenbahn-Alpentransversalen (NEAT)» in Betrieb, und die alte Lötschbergstrecke Frutigen–Brig wird weniger intensiv genutzt.

### Zukunft
Der neue Basistunnel hat fast den gesamten Fernverkehr und einen ansehnlichen Teil des Güterverkehrs von der bisherigen Strecke durch den Lötschberg-Scheiteltunnel abgezogen, aber es verkehren über die Gebirgsstrecke weiterhin stündliche RegioExpresszüge zwischen Bern bzw. Spiez und Brig/Domodossola sowie Güterzüge.
Daneben bleibt der bis 1998 vom Bund subventionierte Autoverlad zwischen Kandersteg und Goppenstein bestehen und ersetzt den in den 1970er-Jahren geplanten und nie gebauten Autobahntunnel der Nationalstrasse unter dem Rawilpass im Verlauf der damals projektierten Autobahn A6.

## Unfälle
Am 16. November 1931 kam beim Bau von Schutzwänden gegen Steinschlag und Lawinen in der Nähe von Goppenstein das Zugseil einer Aufzugswinde mit der Fahrleitung in Berührung, wobei vier Arbeiter durch den Stromschlag getötet wurden.
Am 19. Dezember 1947 forderte die Explosion eines Munitionslagers bei der Station Blausee-Mitholz neun Tote, darunter zwei Bahnangestellte.

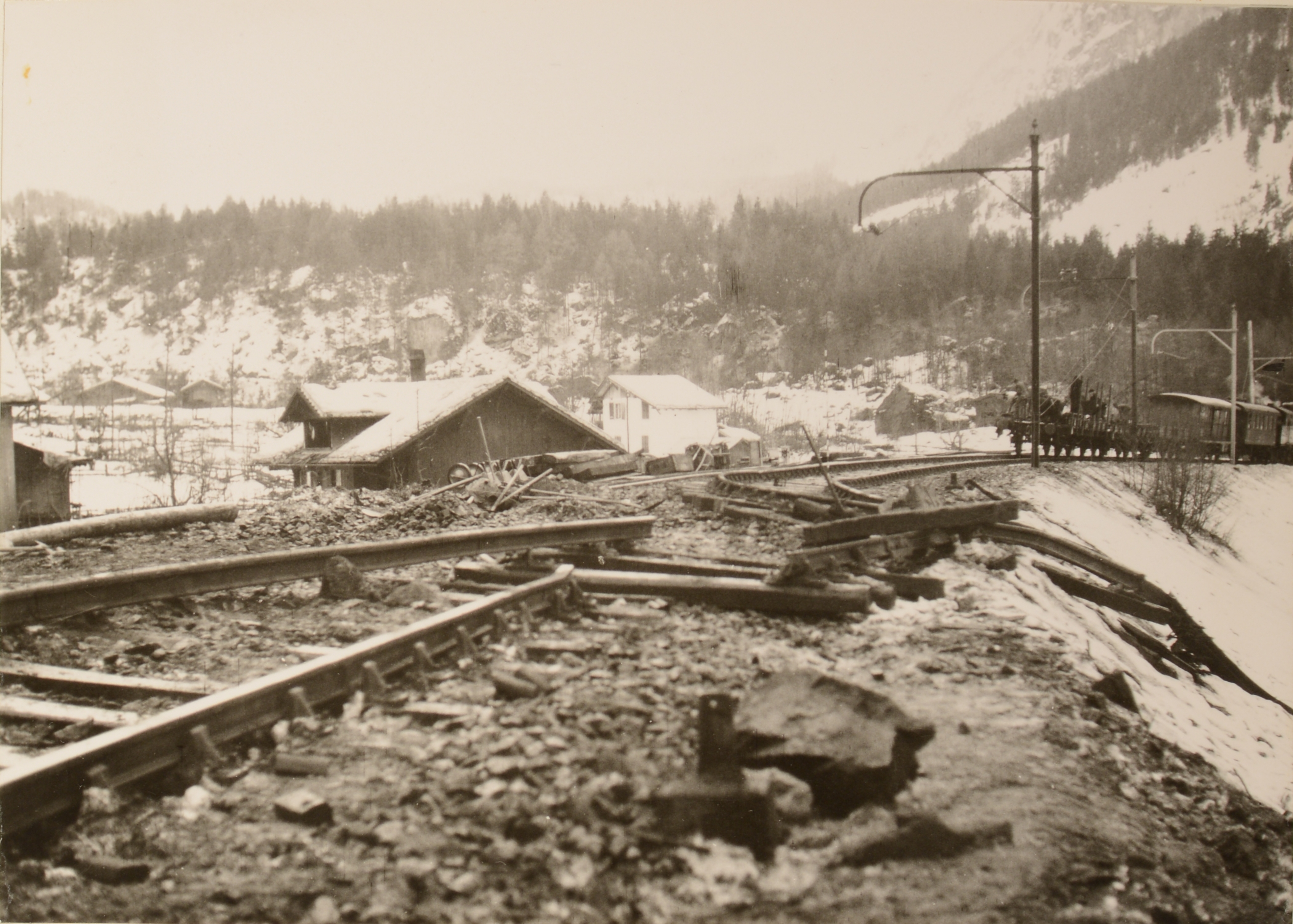
Schäden am Gleis nach der Explosion in Mitholz

Am 7. Januar 1958 fuhr der bergwärts fahrende Schnellzug 141 etwa um 18:10 Uhr auf eine kurz zuvor aufs Gleis gerutschte Felsplatte auf. Die Ae 4/4 253 und der Z4i 830 an der Spitze des Zuges entgleisten. Die Lok fuhr ohne umzustürzen etwa 90 Meter den Abhang hinunter. Der Postwagen überschlug sich mehrfach und kollerte ins Flussbett des Rotten hinunter. Der Lokführer und die beiden Postbeamten wurden leicht verletzt. Der 1950 erbaute Postwagen wurde am 20. Januar an Ort und Stelle abgebrochen. Die Lokomotive wurde am 21. März 1958 in einer aufwendigen Aktion zum Streckengleis hochgezogen und zur Reparatur gebracht.
Am 2. Februar 1978 fuhr der Schnellzug 385 Brig–Bern in eine Lawine, die im Tal des Jolibachs abgegangen war und die Ausfahrt des Blasbodentunnels weitgehend verschüttet hatte. Die führende Lokomotive Re 4/4 Nr. 183 entgleiste und stürzte von der Ijollibachbrücke ins Tal. Die drei folgenden Wagen entgleisten ebenfalls, der auf die Lokomotive folgende Wagen knickte und blieb in absturzgefährdeter Position auf der Brücke liegen. Der Lokomotivführer und mindestens ein Fahrgast wurden verletzt.
Am 17. Mai 2006 entlief ein Dienstzug mit nicht funktionierenden Bremsen und prallte nach einer unkontrollierten Fahrt bei Dürrenast in auf der Strecke stehende Bauzugwagen. Drei Mitarbeiter auf dem Zug kamen ums Leben. Um noch grösseren Schaden zu vermeiden, war der Dienstzug auf einen vor Thun stehenden Bauzug geleitet worden.

## Betrieb

### Infrastruktur
Die Infrastruktur der ganzen Strecke, ausser dem Areal des Bahnhofs Brig, gehört der BLS Netz AG.

### Zugbetrieb
Die Konzessionen für die Regionalzüge («Lötschberger») einschliesslich RegioExpress auf der gesamten Strecke und ebenso die Autotransportzüge zwischen Kandersteg und Goppenstein beziehungsweise Iselle sind bei der BLS AG.
Der Fernverkehr wird vollständig durch die SBB abgedeckt.

## Streckenbeschreibung

### Anfahrstrecke Spiez–Frutigen
Der Bahnhof Spiez liegt auf einer Höhe von 628 m ü. M. und ist der Startpunkt (km 0) der Streckenkilometrierung der Lötschbergstrecke.
Die Anfahrstrecke von Spiez bis Frutigen ist gleichmässig mit einer Steigung von 15 ‰ ausgelegt.
Die Strecke führt zuerst durch den 1986 auf 1709 m verlängerten Hondrichtunnel hinauf ins Kandertal, folgend der Kander entlang zur ehemaligen Kreuzungsstation Heustrich-Emdthal (km 5,1) auf 678 m ü. M., welche durch die Züge nicht mehr bedient wird. Bei km 6,8 folgt die Station Mülenen (692 m ü. M.), wo sich gleich neben dem Bahnhof die Talstation der Niesen-Standseilbahn befindet, welche bis auf den 2362 m ü. M. hohen Niesen fährt.
Weiter der Kander entlang folgt bei km 8,2 das Dorf Reichenbach im Kandertal (706 m ü. M.). Hinter Reichenbach überquert die Bahn die Kander und gelangt in das sich weitende Frutigtal. Bei der ehemaligen Haltestelle Wengi wurde die Strecke in den Jahren 2005/2006 nach Osten verlegt sowie gestreckt und findet Anschluss an eine einspurige, unterirdische Zufahrtsstrecke zum Lötschberg-Basistunnel, welche den Bahnhof Frutigen unterfährt.
Bei km 13,5 wird Frutigen (779 m ü. M.) erreicht. Der Bahnhof wurde vor Eröffnung des Basistunnels im Jahr 2007 modernisiert und umgestaltet. So wurde er für den Verkehr durch den Basistunnel vorbereitet, denn gleich südlich des Bahnhofes befindet sich das Nordportal des Tunnels; dieser ist mit zwei Zufahrrampen an den Bahnhof angeschlossen. Die Intercity und Güterzüge fahren hier in den Berg ein und kommen erst in Raron im Wallis wieder ans Tageslicht.

### Nordrampe Frutigen–Kandersteg

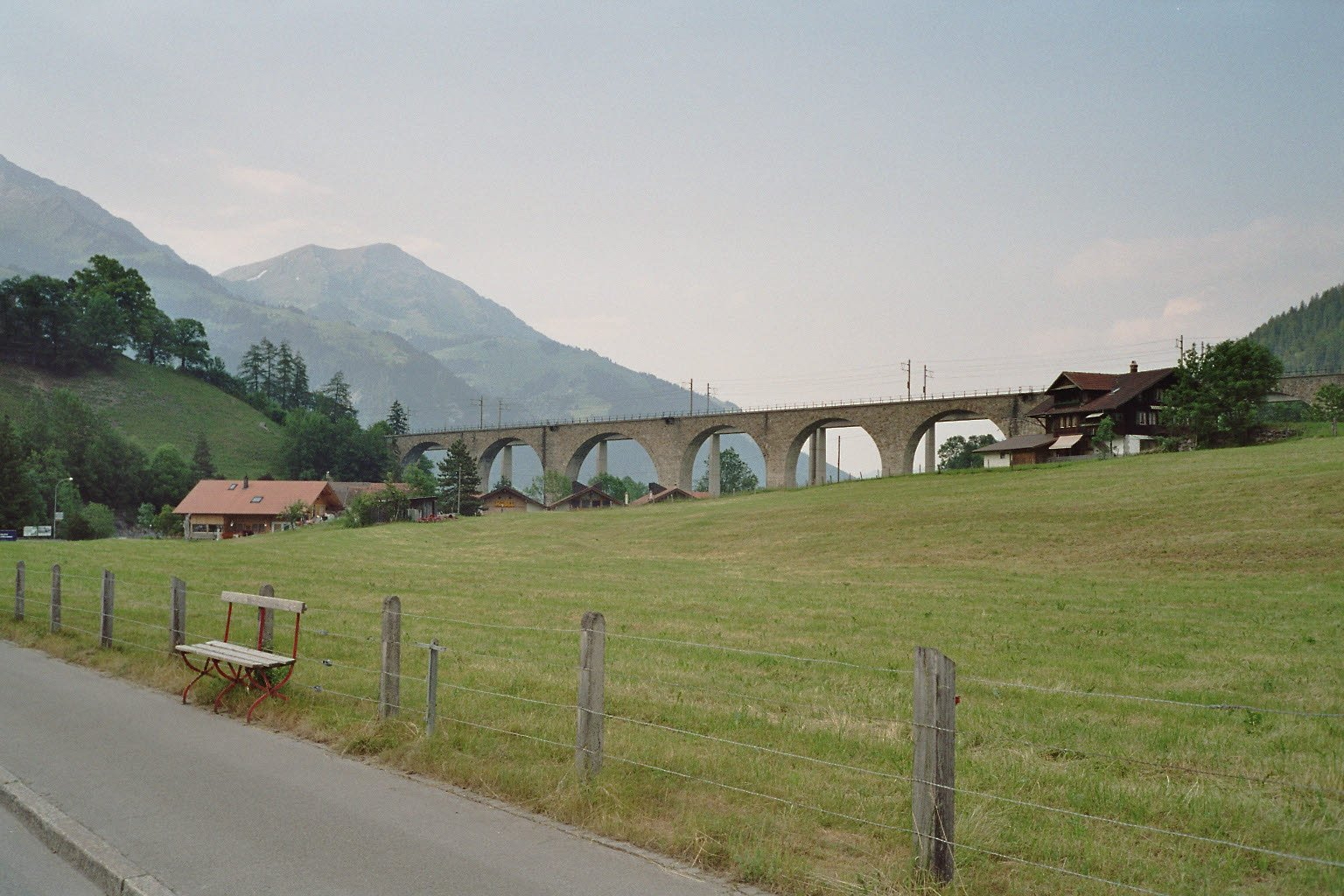
Kanderviadukt bei Frutigen

Nach der Station Frutigen beginnt die eigentliche Bergstrecke. Nach der Ausfahrt steigt sie mit 27 ‰ an, überquert in einer geschwungenen Linkskurve das Nordportal des Basistunnels und führt neben der Ruine Tellenburg auf den Kanderviadukt, das meistfotografierte Bauwerk der Lötschbergbahn. Es sind zwei Brücken, welche auf einer durchschnittlichen Höhe von 28 Meter das Kandertal und den Fluss überspannen. Der alte 265 m lange Viadukt ist als gemauerter Bogenviadukt mit zehn Öffnungen à 20 m und einer Öffnung à 25 m ausgeführt. Der neue 285 m lange Viadukt für das zweite Gleis wurde 1981 als Betonbalkenviadukt 15 Meter nördlich der Gleisachse erbaut und hat die gleichen Stützpfeilerabstände.
Nach dem Kanderviadukt wird am rechten Talhang hinauf die ehemaligen Haltestelle Kandergrund (km 17,4) auf 859 m ü. M. erreicht. Danach steigt die Strecke immer weiter am rechten Talhang und durchfährt den 637 m langen Fürtenertunnel I. Anschliessend geht es durch den 19 m messenden Felsburgtunnel I und den 29 m langen Felsburgtunnel II. Nach Ausfahrt aus dem Tunnel wechselt die Strecke die Talseite und macht eine offene Kehrschlaufe, die sogenannte Blauseekurve, durch das ganze Tal hinauf zur ehemaligen Station von Blausee-Mitholz (km 22,4) auf 974 m ü. M. Das Stationsgebäude wurde bei der Explosion eines Munitionsdepots am 19. Dezember 1947 vollständig zerstört und 1948 neu aufgebaut.

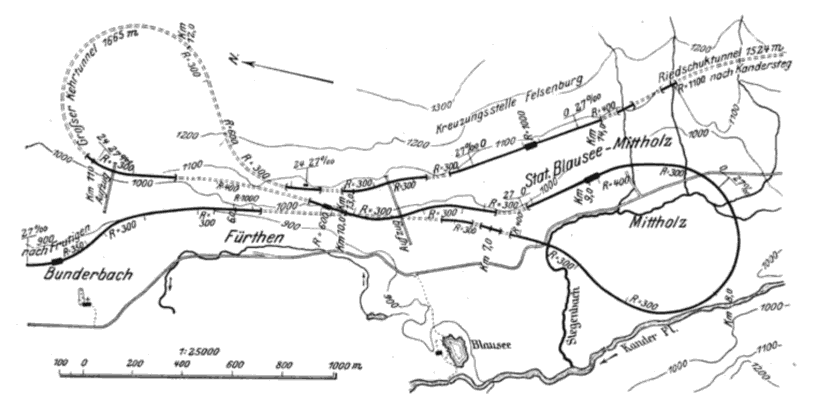
Doppelschleife bei Blausee-Mitholz, links der Kehrtunnel, rechts die Blauseekurve

Mit der gleichen Steigung wie zuvor folgt die Strecke in entgegengesetzter Richtung (Süd–Nord) dem Berghang, durchfährt den 112 m langen Felsburgtunnel III und führt über den 76 m langen Felsburg-Viadukt. Danach folgt der 48 m lange Fürtenviadukt, der 510 m lange Fürtentunnel II, der Fürtenfluhviadukt (24 m) und der Haltenwaldviadukt (40 m). Nun taucht die Bahn in den 1655 m langen Kehrtunnel ein, welcher die Fahrtrichtung wieder in die nord-südliche bringt. Diesem schliesst sich der 72 m lange Ronenwaldviadukt an, worauf die 59 respektive 58 m langen Ronenwaldtunneln I und II folgen. Weiter verläuft die Strecke durch den 38 m langen Feschfluetunnel und führt auf die 433 m lange Horizontale der Ausweichstation Felsburg mit einem Doppelwärterhaus bei km 27,1 auf 1085 m ü. M. Danach geht es wieder in die übliche Steigung mit 27 ‰ durch den Rotbachtunnel (50 m) und anschliessend über die Rotbachbrücke (96 m lang). Nach zwei weiteren Tunneln, dem Hemligen-Tunnel (106 m) und dem 1536 m langen Rietschuktunnel, sowie der Überquerung der Sarengrabenbrücke (70 m) und der 22 m langen Unteren Kanderbrücke ist die 842 m lange Horizontale der Station Kandersteg (km 31,5, 1176 m ü. M.) erreicht.

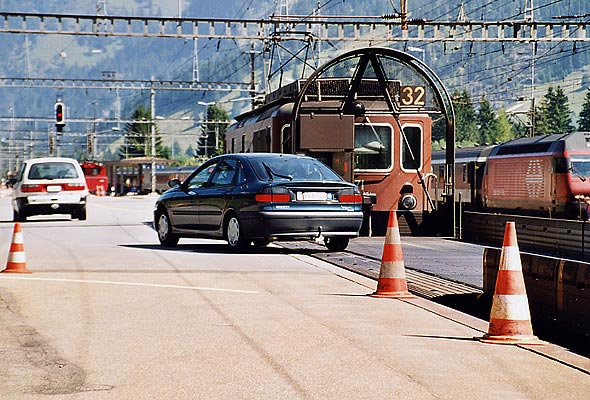
Autoverlad in Kandersteg

Kandersteg konnte vor dem Bau der Bahnstrecke vom Wallis her nur zu Fuss über den Gemmipass oder den Lötschenpass erreicht werden. Nordwestlich des Bahnhofes befinden sich die Warteräume und Verladerampen für die durch die BLS betriebenen Autotransportzüge durch den Lötschbergtunnel.
Entlang der Strecke verläuft ein gekennzeichneter Informations-Wanderweg mit dem Namen Lötschberger Nordrampe.

### Lötschbergtunnel Kandersteg–Goppenstein
Die Strecke zwischen Kandersteg und Goppenstein war die einzige, die von Beginn an doppelspurig ausgeführt und betrieben wurde.
Vom Bahnhof Kandersteg führt die Strecke entlang der jungen Kander und der aufgelassenen Haltestelle Scout am Kandersteg International Scout Center nach zwei Kilometern zum Nordportal des Lötschbergtunnels. Hier befinden sich noch einige Abstellgleise für Autotransportwagen.
Der Lötschbergtunnel war mit einer Länge von 13'744 Meter geplant, musste aber aufgrund eines Wassereinbruchs unter dem Gasterntal sowie wegen der Tunnelportalverlegung in Goppenstein und Kandersteg auf 14'605 Meter verlängert werden.
Siehe auch: Lötschbergtunnel
Die grösste Höhe erreicht die Strecke am Scheitelpunkt des Tunnels auf 1240 m ü. M., dem höchstgelegenen normalspurigen Alpendurchstich. Zudem wird im Tunnel die Kantonsgrenze Bern-Wallis passiert.
Nach etwa 8 Minuten Zugfahrt im Dunkeln (der Streckenwärter braucht zu Fuss ca. siebeneinhalb Stunden) ist das Südportal in Goppenstein bei km 48,8 auf 1176 m ü. M. erreicht.
Im Bahnhof Goppenstein gibt es eine wegen der Talenge mit Kunstbauten ausgeführte Autoverladeanlage.

### Südrampe Goppenstein–Brig
Nach der Station Goppenstein beginnt ein Gefälle mit 27 ‰. Zunächst führt die Strecke am östlichen Hang der engen Lonza-Schlucht entlang und kurz nach Ausfahrt über den 90 m langen Lonzaviadukt, dann durch den 268 m langen Rotlaunentunnel und durch die Lawinengalerie Stockgraben zur Schintigrabengalerie. Hier teilen sich die beiden Spuren der Strecke. Das linke Gleis taucht in den zwischen 1985 und 1998 gebauten Mittalgrabentunnel II ein, welcher im Berginnern 1600 m bis vor den Wolfgrabenbühlviadukt führt, wo es wieder auf die alte Strecke stösst.
Die alte einspurige Strecke führt nach der Schintigrabengalerie durch die Innere Mittalgrabengalerie und durch den 480 m langen Mittalgrabentunnel I zur kurzen Äusseren Mittalgrabengalerie, vor dem Durchlass zum 431 m langen Lugjetunnel. Nun durchfährt der Zug die Innere Spiessgrabengalerie und den 118 m langen Hoheggtunnel. Danach folgen die Äussere Spiessgrabengalerie und der 208 m lange Marchgrabentunnel. Nach der Tunnelausfahrt hat man einen kurzen Blick ins Lonzatal, bevor der Zug im 1346 m langen Hohtenntunnel verschwindet. Im Tunnel wendet sich die Strecke von südwärts in einem 90-Grad-Winkel Richtung Osten und trifft vor dem 36 m langen Wolfgrabenbühlviadukt wieder auf die neue Strecke, deren Tunnel dort ebenfalls endet.
Von hier an verläuft die Strecke im nördlichen Talhang des Rhonetals, dessen Talgrund an dieser Stelle etwa 450 m tiefer liegt. Kurz darauf erreicht man die 500 m lange Horizontale der ehemaligen Kreuzungsstation und jetzigen Bahnstation Hohtenn (km 54,2) auf 1078 m ü. M., drei Kilometer oberhalb des gleichnamigen Dorfes. Hier beginnt auch der eindrückliche Höhenweg «Lötschberger-Südrampe», der von der BLS eingerichtet wurde und weitgehend dem Trassee der Bahnstrecke bis nach Brig hinunter folgt, teils unter Nutzung des Trassees der nicht mehr vorhandenen Baubahn, inklusive einiger Tunnel. Der Weg bietet viele Aussichten ins Tal hinunter zur Rhone, zu den gegenüber liegenden Walliser Berggipfeln oder auf die Kunstbauten der Lötschbergstrecke und führt teilweise entlang der traditionellen Bewässerungskanäle, der Suonen.
Da zwischen dem nordseitigen Portal des Mittalgrabentunnels und dem südlichen Portal des Hohtenntunnels die zweite Spur durch den bergseitigen Mittalgrabentunnel II geführt wird, sind auf der alten Strecke die Vorarbeiten von 1913 zur Doppelspur erhalten geblieben, und man kann die nur teilweise ausgebrochenen Tunnelsohlen erkennen. Auch auf dem Wolfgrabenbühlviadukt befindet sich die neue Spur im Gegensatz zu der restlichen Strecke bergseitig.
Nach der Station Hohtenn beginnt ein Gefälle mit 23 ‰. Kurz danach geht es über den 123 m langen Luogelkinviadukt, welchem der 107 m lange Schluchitunnel folgt. Danach geht es durch den 271 m langen Lidenplattentunnel, über die 97 m lange Jolibachbrücke zum 377 m langen Blasbodentunnel. Auf den 589 m langen Bietschtaltunnel I folgen unmittelbar die eiserne Bietschtalbrücke und der 952 m lange Bietschtaltunnel II. Nach einem Wärterhaus kann man zwei zugemauerte Tunnel erkennen, den 47 m langen Sevisteintunnel I und den 96 m langen Sevisteintunnel II. Diese zwei Tunnel mussten schon 1915 aufgegeben werden und wurden durch den 407 m langen Sevisteintunnel III ersetzt. Nun folgt der 16 m lange Mahnkinnviadukt und der 385 m lange Mahnkinntunnel. Nach dem 172 Meter langen Dorentunnel geht die Strecke in die 512 m lange Stationshorizontale von Ausserberg über (km 61,2) auf 932 m ü. M.
Ab Ausserberg geht es mit 24 ‰ Gefälle weiter zum 36 m langen Bordviadukt, dann durch den 148 m langen Gründentunnel und durch den 28 m kurzen Viktoriatunnel. Nach dem 106 m langen Baltschiederviadukt kommt der 792 m lange Eggerbergtunnel, in welchem schon die Haltestelle Eggerberg (km 64,9) auf 801 m ü. M. beginnt. Unterhalb der Haltestelle kann man Visp mit seinen Industrien der Lonza erkennen und erhält einen Einblick ins gegenüberliegende Mattertal Richtung Zermatt.
Etwas hinter Eggerberg folgt der 133 m lange Stadeltunnel, dem sich der 75 m lange Finnengrabenviadukt und die 500 m lange Horizontale der Station Lalden (km 67,3) auf 808,7 m ü. M. anschliessen.
Für die restliche Strecke hinunter nach Brig mussten mit dem Doppelspurausbau viele Lehnenviadukte erstellt werden, um das Trassee abzustützen. Bei 22 ‰ Gefälle folgen zuerst der Lehnenviadukt Eggetli, dann der 80 m lange Badtunnel und danach die Lehnenviadukte Badtunnel, Lieltenen, Mundertrieste und Hutstein, daran anschliessend die 46 m lange Mundbachbrücke und der 88 m lange Mundbachtunnel. Für die nächsten 1,6 Kilometer stützen die Lehnenviadukte Drieste das Trassee bis fast zum Talboden des Rhonetals. Kurz vor dem Endziel führt die Strecke ohne Gefälle über die 88 m lange Rhonebrücke, fädelt sich danach auf die Simplonstrecke ein und endet im Bahnhof von Brig (km 74,4) auf 678 m ü. M.
Entlang der Strecke verläuft ein gekennzeichneter Informations-Wanderweg mit dem Namen Lötschberger Südrampe.

## Bilder

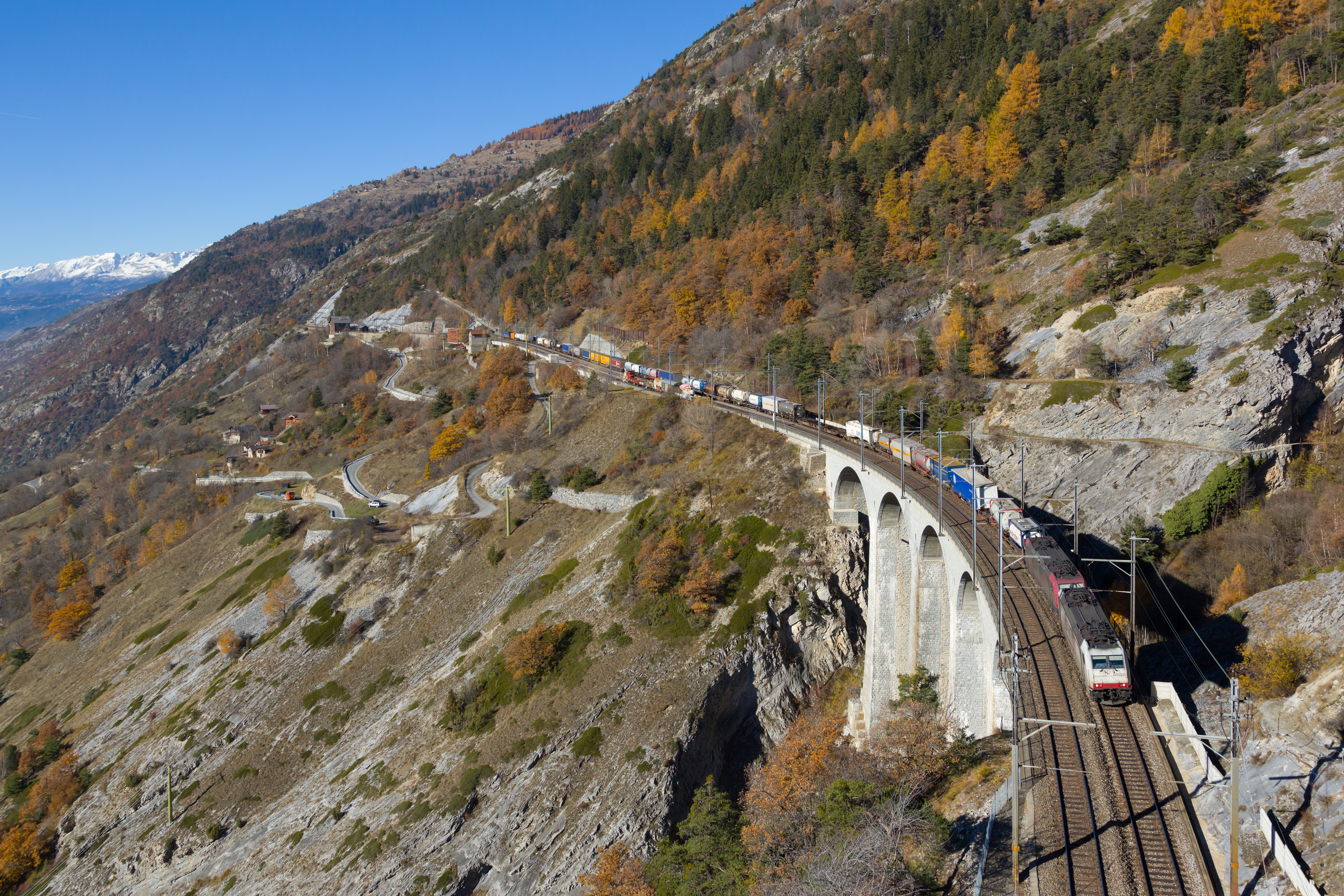
Streckenführung mit Luogelkinviadukt bei Hohtenn
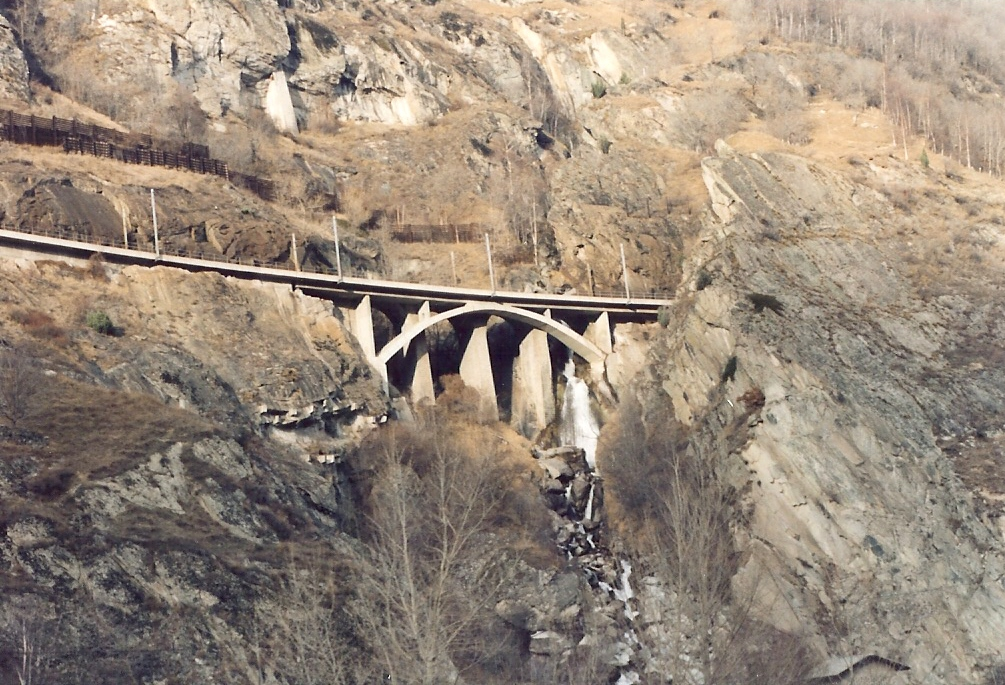
Der Mundbach, mit dem zweispurigen Viadukt der Lötschbergbahn und dem Mundbachtunnel
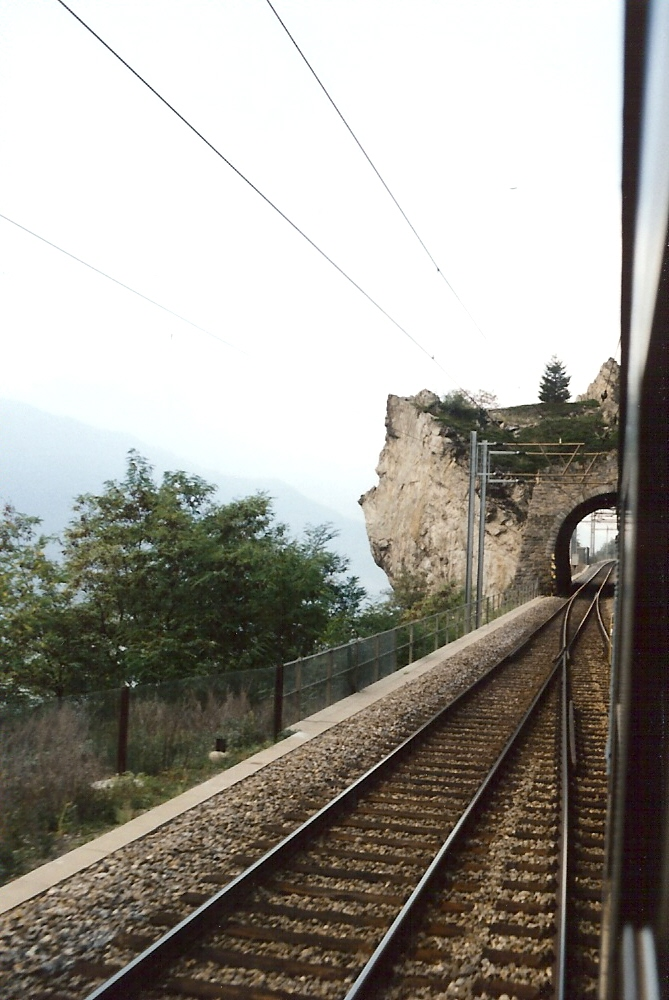
Der Viktoriakopftunnel, in Blickrichtung Südwest, wo das Profil der Namensgeberin sichtbar ist
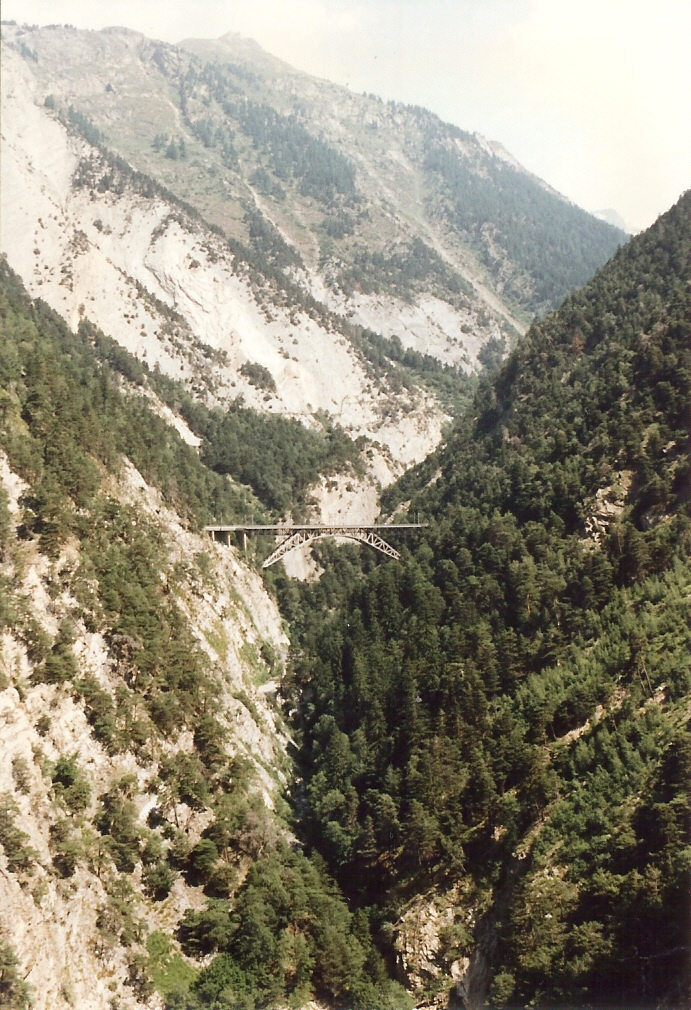
Das Bietschtal mit dem Bietschtalviadukt der Lötschbergbahn
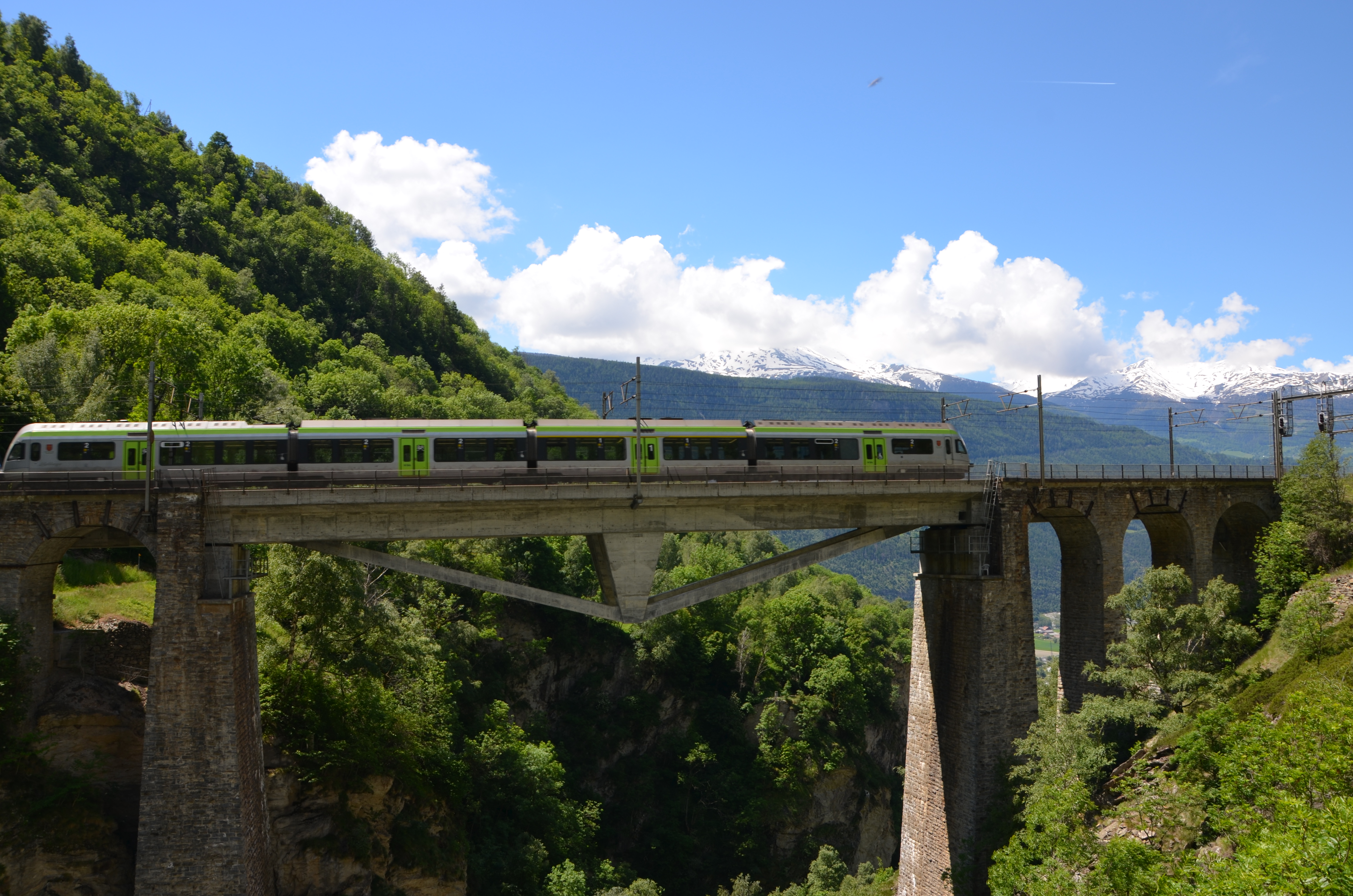
Zugkomposition «Lötschberger» auf dem Baltschiederviadukt der Lötschberg-Südrampe

## Daten
- Spurweite: 1'435 mm
- Stromart: Wechselstrom 15'000 Volt 16,7 Hertz
- Länge der Strecke: 74 Kilometer
- Maximale Neigung: 27 ‰
- Höhe Ausgangspunkt Spiez: 630 m ü. M.
- Höhe Endpunkt Brig: 678 m ü. M.
- Scheitelpunkt der Strecke im Lötschbergtunnel: 1240 m ü. M.
- Eröffnung der Strecke Spiez–Frutigen durch die Spiez-Frutigen-Bahn: 25. Juli 1901
- Beginn der Bauarbeiten an der Strecke Frutigen–Brig: 15. Oktober 1906
- Übernahme der Spiez-Frutigen-Bahn durch die BLS: 1. Januar 1907
- Durchstich des Lötschbergtunnels: 31. März 1911
- Betriebsaufnahme der Strecke: 15. Juli 1913